# Wurm Online
Wurm Online é um MMORPG desenvolvido pela Code Clube AB (anteriormente conhecida como Onetoofree AB) em Motala, Suécia.
O desenvolvimento do jogo foi iniciado em 2003 pelos amigos Markus Persson e Rolf Jansson, e foi lançado para computadores em 2006. Os jogadores podem escolher jogar em servidores que permitem jogador versus jogador de combate e reino contra reino, ou servidores que estão focados mais em uma economia virtual.

## Jogabilidade
Tudo no jogo, exceto o ambiente natural, é criado por jogadores. Quando um novo servidor é iniciado, é uma terra vazia. Para iniciar a sua aventura você passar por um tutorial onde você também receberá os itens de partida e um "espelho".
O "espelho" é utilizado para personalizar a aparência do seu personagem e pode ser usado apenas uma vez, mas no momento de sua escolha. Todos os itens são feitos de materiais do mundo: madeiras de árvores, pedras e metais extraídos de túneis, e assim por diante. Wurm permite aos jogadores fazerem terraformação, levantando, aplanar, e baixando telhas usando pás.
Os jogadores também podem explorar minas subterrâneas e fazer vastas cavernas, escalar montanhas, construir cidades, e formar novos reinos (em alguns servidores). O combate PVP é aberto com uma penalidade por pessoas do mesmo reino matando, na maioria dos servidores. Vários deuses disputam a atenção de jogadores e missões de subvenção (em alguns servidores), magias e encantamentos para jogadores e itens. Cada item tem um nível de qualidade que afeta o seu dano, deterioração, ou da qualidade global. As habilidades podem ser niveladas-se com base no uso sem tampa habilidade ou estatísticas.
Veículos incluem carros, animais (bovinos e equinos), e os barcos que podem ser montados. As colheitas podem ser cultivadas e têm as suas próprias taxas de crescimento, assim como árvores e arbustos. O tempo consiste de vento (afeta as viagens de barcos), neve e chuva. Muitos jogadores optam por viver vidas pacíficas e só são chamados a combater durante os eventos de ataque onde um reino tenta invadir outro.
Cada ação no jogo é afetado por uma ou mais habilidades. Cada arma ou ferramenta ou dispositivo tem uma habilidade muito própria. Isso permite aos jogadores para se especializar ou generalizar. Os jogadores também podem construir e aldeias de formulário. Estas aldeias pode unir em alianças para dar auxílio a um outro em momentos de necessidade.

## Desenvolvimento
Wurm é desenvolvido em Java e utiliza OpenGL para renderização. O desenvolvimento do jogo foi iniciado por Rolf Jansson e Markus Persson. Wurm começou sua fase Beta em 2003, e foi lançado em 2006.
Em 2007, Markus Persson deixou a empresa. Quando os jogadores perguntaram se o jogo seria encerrado, Markus disse: "Wurm's não vai a lugar nenhum." Em 2008, o principal desenvolvedor começou a publicar um blog.
Em 2011, o principal desenvolvedor contratou seu primeiro funcionário pago, um desenvolvedor de cliente que tem sido desde responsáveis por uma revisão do sistema de iluminação. Isso foi mais tarde seguido por um artista principal ser contratado pelo dono da obra, resultando em um total de dois funcionários conhecidos a partir de julho de 2011. O jogo foi lançado oficialmente em 12 de dezembro de 2012.
Em 21 de outubro de 2015, uma versão independente do Wurm online, conhecido como Wurm Unlimited, foi lançado.